# NGC 784
NGC 784 ist eine Balken-Spiralgalaxie vom Hubble-Typ SBd im Sternbild Dreieck am Nordsternhimmel. Sie ist schätzungsweise 14 Millionen Lichtjahre von der Milchstraße entfernt und hat einen Durchmesser von etwa 25.000 Lj.
Im selben Himmelsareal befinden sich u. a. die Galaxien NGC 780, NGC 805, NGC 807, IC 1753.
Das Objekt wurde am 20. September 1865 vom deutsch-dänischen Astronomen Heinrich Louis d’Arrest entdeckt.